# Венерина мухоловка
Вене́рина мухоло́вка (лат. Dionaea muscipula) — вид хищных растений из монотипного рода Дионея семейства Росянковые (Droseracea).
Растение болотистых областей восточного побережья Соединённых Штатов Америки (Северная и Южная Каролины). Венерина мухоловка ловит своих жертв (насекомых, паукообразных, бесхвостых земноводных) с помощью специализированного ловчего аппарата, образованного из краевых частей листьев. Захлопывание ловушки инициируется тонкими триггерными (чувствительными) волосками на поверхности листьев. Для захлопывания ловчего аппарата необходимо оказать механическое воздействие минимум на два волоска на листе с интервалом не более 20 секунд. Такая избирательность обеспечивает защиту от случайного захлопывания в ответ на падение объектов, не имеющих питательной ценности (капли дождя, мусор и т. д.). Более того, переваривание начинается как минимум после пятикратной стимуляции чувствительных волосков.

## Название

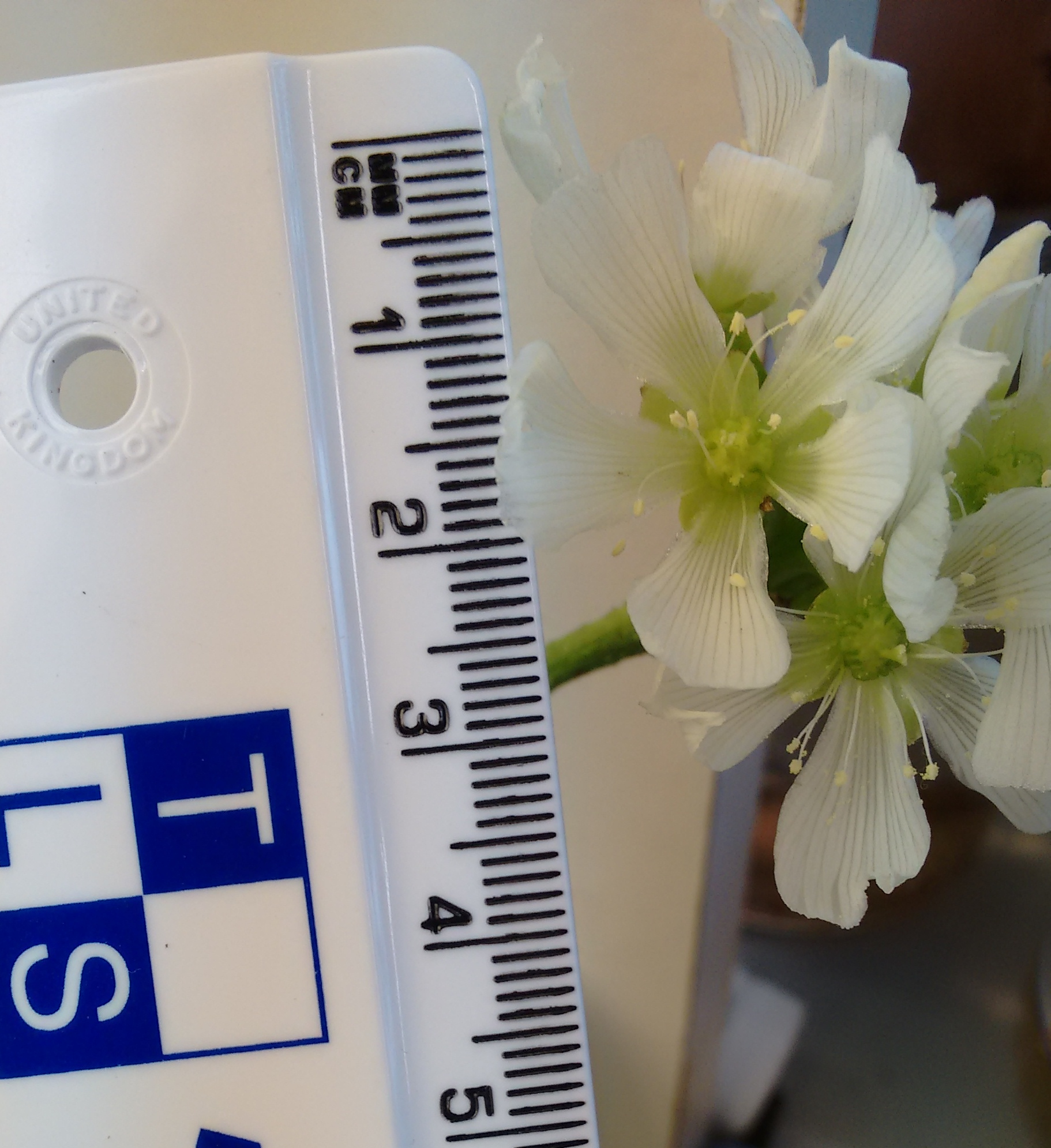
Масштаб соцветия Венериной мухоловки

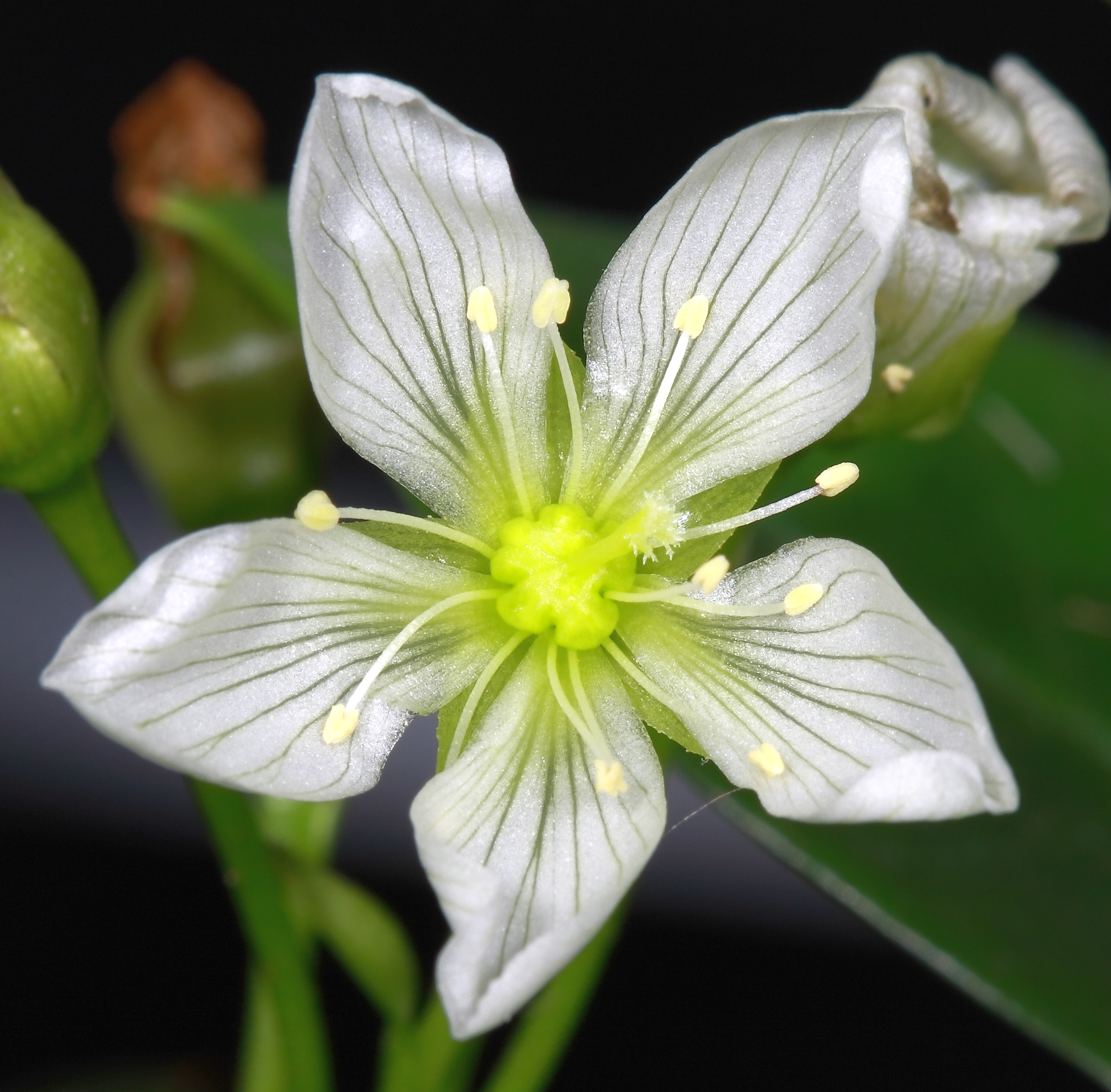
Цветок венериной мухоловки

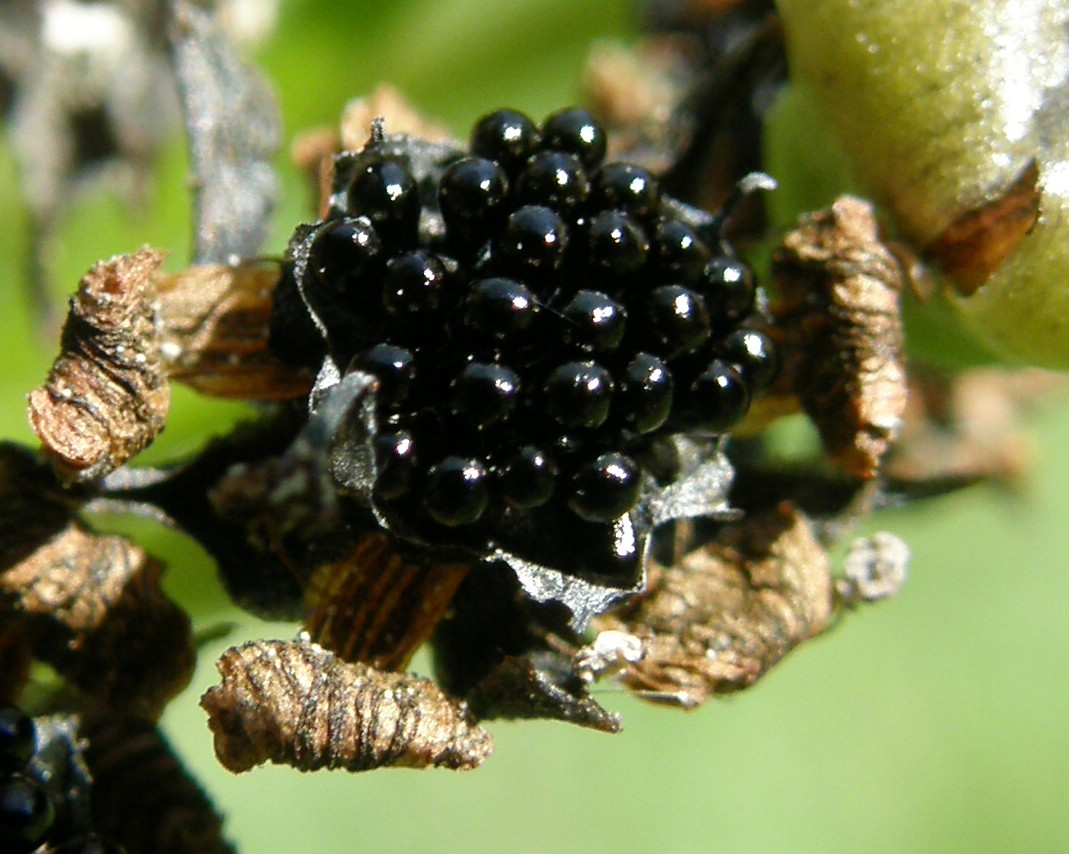
Плоды венериной мухоловки

Первое письменное упоминание о растении было сделано Артуром Доббсом, британским колониальным губернатором Северной Каролины с 1754 по 1765 год. В письме, отправленном английскому коллекционеру и ботанику Питеру Коллинсону 2 апреля 1759 года, Доббс описывает это растение как «своего рода чувствительное к ловле мух, закрывающееся на всё, что к нему прикасается». Другим исследователем, сотрудничавшим с Доббсом, был Джон Бартрам, королевский ботаник короля Георга III в североамериканских колониях. Бартрам первым отправил образец растения в Европу для дальнейшего изучения. Он также придумал сленговое название «типитивитчет» (англ. tipitiwitchet) или «типпити твитчет» (англ. Tippity Twitchet) для растения, отсылающее к сходству растения с женскими гениталиями. После того, как растения попали в Англию, они были переданы в руки Джона Эллиса, английского ботаника-любителя, и Даниэля Соландера, шведского ботаника, работавшего в Англии.
Растение было названо Dionaea muscipula Джоном Эллисом, но Даниэль Соландер первым предложил название Dionaea в честь греческой богини любви и красоты Афродиты, также известной как Диона (один из множества эпитетов богини).
Научное видовое название muscipula переводится с латыни как «мышеловка», в метафорическом, а не буквальном значении.

Русское название вид получил в честь Венеры, которая является римским эквивалентом имени Афродиты или Дионеи. Английское название вида (англ. Venus flytrap) соответствует русскому.

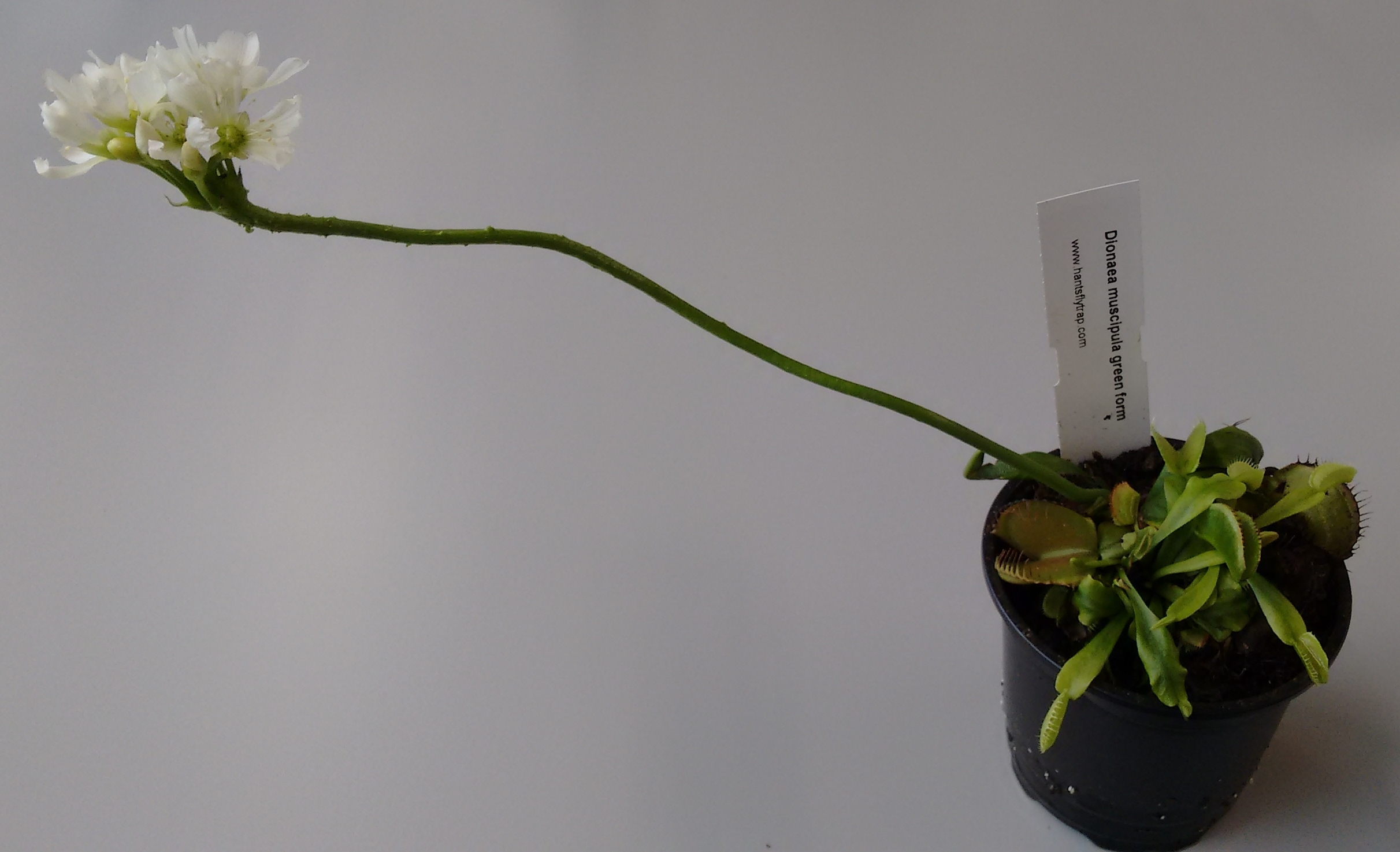
Цветущая Венерина мухоловка. Длинный цветонос предотвращает гибель опылителей на листьях

## Биологическое описание

Скоростная съёмка захлопывания листа после стимуляции чувствительных волосков

Венерина мухоловка — небольшое травянистое растение с розеткой из 4—7 листьев, которые растут из короткого подземного стебля. Стебель — луковицеобразный. Листья размером от трёх до семи сантиметров, в зависимости от времени года.
Растёт на торфяных почвах, бедных азотом, таких как болота. Недостаток азота является причиной появления ловушек: насекомые служат источником азота, необходимого для синтеза белков. Венерина мухоловка — одно из немногих растений, способных к быстрым движениям.
В природе питается насекомыми, иногда могут попадаться моллюски (слизни). Произрастает во влажном умеренном климате на Атлантическом побережье США (штаты Флорида, Северная и Южная Каролина, Нью-Джерси). Является видом, культивируемым в декоративном садоводстве. Может выращиваться как комнатная культура, однако нормальное развитие растения в этом случае затруднено из-за необходимой ему очень высокой влажности воздуха и низкой температуры зимой.
Ловушка образована краями листа.

## Хищничество

### Селективность в отношении жертвы
Согласно современным данным, «диета» венериной мухоловки примерно следующая: 33 % муравьев, 30 % пауков, 10 % жуков, и 10 % кузнечиков, и менее 5 % летающих насекомых. Предполагается, что в ходе эволюции Dionaea возникла от общего предка с представителями рода Drosera (хищные растения, использующие клейкие волоски вместо захлопывающейся ловушки). Причина дивергенции предполагается следующей: представители рода Drosera специализировались на поглощении мелких летающих насекомых, в то время как предки рода Dionaea стали употреблять в пищу более крупных ползающих насекомых. В результате Dionaea получила возможность экстрагировать больше недостающих минеральных элементов из более крупных жертв, что дало эволюционное преимущество Dionaea по отношению к предковым формам использовавшим липкие ловчие аппараты.

### Механизм захлопывания ловушки
Венерина мухоловка относится к немногочисленной группе высших растений, способных к быстрым движениям, наряду с такими видами как: мимоза стыдливая (Mimosa pudica), Codariocalyx motorius, росянка (род Drosera) и пузырчатка (род Utricularia).
Механизм захлопывания листа зависит от сложного взаимодействия между его эластичностью, тургором и ростом. Захлопывание ловушки происходит после двух последовательных стимуляций чувствительных волосков (с небольшим интервалом между ними); это позволяет избежать ложного срабатывания ловушки при попадании капель воды, мусора. В открытом состоянии доли ловушки выпуклые (изогнуты наружу), после закрывания доли изгибаются, формируя внутри полость, выход из которой закрыт волосками.
Подобный механизм описывается как бистабильная система[уточнить] с быстрым переключением, однако в настоящее время детальный механизм захлопывания ловушки понят не до конца. При механическом раздражении чувствительных волосков происходит генерация потенциала действия (значительную роль в данном процессе играют ионы кальция). Затем потенциал действия распространяется по долям ловушки и стимулирует клетки долей и средней жилки между долями. Предполагается, что у венериной мухоловки существует порог концентрации ионов, преодоление которого позволяет ловушке реагировать на стимуляцию. После закрывания венерина мухоловка «подсчитывает» дополнительные раздражающие волоски стимулы до пяти, после чего начинает секретировать пищеварительные ферменты. Согласно теории кислого роста отдельные клетки в наружном слое долей и средней жилки быстро экспортируют H+ (катионы гидроксония) из цитоплазмы в пространство клеточных стенок (апопласт), в результате чего происходит закисление апопласта (падение pH) и ослабление сети полисахародов, что затем ведет к набуханию в процессе осмоса. Локальное набухание приводит к удлинению и изменению формы долей ловушки. Согласно альтернативной гипотезе, клетки в среднем слое долей ловушки и средней жилки могут в результате потенциала действия секретировать другие ионы, позволяя вслед двигаться воде из клеток (согласно закону осмоса). В результате происходит коллапс клеток и изменение формы ловушки. Тем не менее предложенные механизмы не исключают друг друга и могут функционировать одновременно. Существует ряд экспериментальных данных, подтверждающих возможность функционирования обоих механизмов.

### Переваривание
Если добыча не смогла освободиться, она продолжает стимулировать внутреннюю поверхность лопастей листа, вызывая рост клеток. В конце концов, края листов смыкаются, полностью закрывая ловушку и формируя «желудок», в котором происходит процесс переваривания. Секреция пищеварительных ферментов контролируется жасмоновой кислотой. Данный гормон также инициирует образование токсичных вторичных метаболитов для защиты от травоядных у растений, не способных к хищничеству.
Переваривание катализируется ферментами, гидролазами, которые секретируются железами в лопастях. Предполагается, что до начала ферментативного переваривания происходят окислительные модификации белков. Водный экстракт листьев содержит ряд хинонов, например нафтохинон плюмбагин, который совместно с рядом NADH-зависимых дегидрогеназ продуцирует супероксид и пероксид водорода в ходе аутоокисления. Подобные окислительные модификации могут приводить к повреждению мембран животных клеток. Известно, что плюмбагин индуцирует апоптоз, ассоциированный с Bcl-2 семейством белков. При преинкубации экстракта венериной мухоловки с NADH и NADH-дегидрогеназами в присутствии сывороточного альбумина; последующее переваривание альбумина трипсином ускорялось. Несмотря на то, что секрет желез венериной мухоловки содержит протеазы и возможно другие ферменты, обеспечивающие деградацию биополимеров; вероятно, вышеописанный механизм предварительного окисления белков значительно увеличивает чувствительность белков жертвы к последующему протеолизу. В целом, переваривание занимает приблизительно 10 дней, после чего ловушка открывается достаточно широко, с вытянутыми «пальцами» на краях, чтобы сбросить останки насекомого. Через несколько дней ловушка возвращается в активное полуоткрытое состояние, «пальцы» опускаются и формируют гребенку-барьер. Разложение непереваренных останков привлекает новых жертв. За время жизни ловушки в неё в среднем попадают до десяти насекомых.